# ليلو برانكاتو جونيور
ليلو برانكاتو جونيور (بالإسبانية: Lillo Brancato)‏ مواليد 30 مارس 1976 في بوغوتا، هو ممثل أمريكي بدأ مسيرته الفنية سنة 1993.

## الأعمال

### أفلام
- 1993 : حكاية برونكس
- 2002 : مغامرات بلوتو ناش

### مسلسلات
- آل سوبرانو (2000) (بدور: ماثيو بيفيلاكوا)
- إن واي بي دي بلو (2002)

## روابط خارجية
- ليلو برانكاتو جونيور على موقع IMDb (الإنجليزية)
- ليلو برانكاتو جونيور على موقع أول موفي (الإنجليزية)
- ليلو برانكاتو جونيور على موقع إن إن دي بي (الإنجليزية)
- ليلو برانكاتو جونيور على موقع قاعدة بيانات الفيلم (الإنجليزية)